# Domașîn, Velîkîi Bereznîi
Domașîn (în ucraineană Домашин) este un sat în comuna Sil din raionul Velîkîi Bereznîi, regiunea Transcarpatia, Ucraina.

## Demografie
Componența lingvistică a localității Domașîn
     Ucraineană (99,45%)
     Alte limbi (0,54%)
Conform recensământului din 2001, majoritatea populației localității Domașîn era vorbitoare de ucraineană (99,45%), existând în minoritate și vorbitori de alte limbi.